# Festival di Berlino 1986

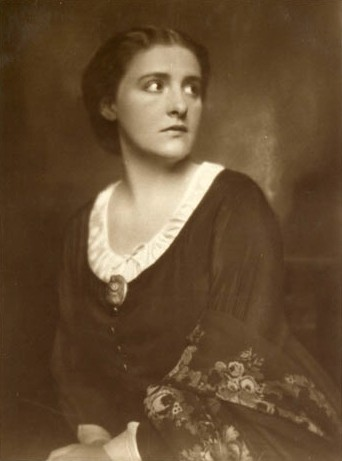
All'attrice Henny Porten è dedicata la retrospettiva di quest'anno.

La 36ª edizione del Festival internazionale del cinema di Berlino si è svolta a Berlino dal 14 al 25 febbraio 1986, con lo Zoo Palast come sede principale. Direttore del festival è stato per il settimo anno Moritz de Hadeln.
L'Orso d'oro è stato assegnato al film tedesco Stammheim - Il caso Baader-Meinhof di Reinhard Hauff.
In questa edizione è stata assegnata per la prima volta la Berlinale Kamera, premio onorario riservato a personalità e istituzioni cinematografiche legate alla storia del festival. I primi vincitori sono stati le attrici Gina Lollobrigida e Giulietta Masina e i registi Sydney Pollack e Fred Zinnemann, al quale è stata anche dedicata la sezione "Homage". Altri riconoscimenti introdotti per la prima volta sono stati il Premio Caligari, destinato a film del Forum caratterizzati da particolari innovazioni tematiche o stilistiche, e il Peace Film Prize, assegnato a film di varie sezioni sulla base di qualità estetiche e impegno sociale. Un'altra novità è stata la presenza di una giuria composta da membri tra gli 11 e i 14 anni che ha conferito il premio al miglior film della sezione "Kinderfilmfest".
Il festival è stato aperto dal film Ginger e Fred di Federico Fellini, proiettato fuori concorso.
La retrospettiva di questa edizione è stata dedicata all'attrice tedesca Henny Porten.

## Storia
(Wolfram Schütte, Frankfurter Rundschau, 27 febbraio 1986.)
Il festival del 1986 fu preceduto da un intenso dibattito relativo a due film presentati dalla Germania Ovest: Stammheim - Il caso Baader-Meinhof di Reinhard Hauff, incentrato sul processo alla Rote Armee Fraktion del 1975-77, e la commedia drammatica proiettata fuori concorso Heilt Hitler! di Herbert Achternbusch. Moritz de Hadeln rispose alle preoccupazioni del Ministero dell'Interno di Bonn sull'opportunità di invitare le due pellicole il 24 gennaio, con una lettera nella quale sottolineò le difficoltà legate alla selezione dei film tedeschi poiché «il contenuto e la forma di alcuni film potrebbero destare preoccupazione, soprattutto considerando il fatto che nessuno dovrebbe essere urtato in alcun modo... Tuttavia, poiché arte e talento richiedono sempre libertà e innovazione, ritengo che nell'ambito del mandato conferitomi dalla Berlin Festivals-Ltd ci sarebbe una contraddizione se dovessi limitare il mio giudizio artistico introducendo considerazioni di adeguatezza e necessità».
Mentre La messa è finita di Nanni Moretti fu molto apprezzato da pubblico e critica, ricevendo anche il gran premio della giuria e quello della Confédération Internationale des Cinémas d’Art et d’Essai, gli altri due film italiani in concorso furono accolti negativamente, in particolare Interno berlinese di Liliana Cavani. «Penso che ridere sia molto sciocco», commentò la regista dopo una proiezione accompagnata da fischi, risate di scherno e applausi beffardi, «una forma d'imbarazzo o di difesa, oppure una reazione da idioti che ridono perché non capiscono». Reazioni miste suscitò invece Un complicato intrigo di donne, vicoli e delitti di Lina Wertmüller, con il pubblico nettamente diviso tra applausi e fischi. Durante la conferenza stampa la regista commentò l'accoglienza: «Non so perché abbiano fischiato, mi interesserebbe saperlo. A Napoli abbiamo scoperto che alcuni "fischiatori" si occupavano di droga, non so se a Berlino...» A proposito del film, che alla fine si aggiudicò il Premio INTERFILM e quello dei lettori della Berliner Morgenpost, aggiunse: «Il mio discorso stavolta non poteva essere più allegro di così... E se una città è bella, com'è bella Napoli, si dovrebbe renderla brutta soltanto perché vi si svolgono delle infamità? Aver disimparato a guardare l'Italia è un difetto dei giovani registi che non aiuta il cinema».
Il giornalista e critico Siegfried Schober rincarò la dose con un articolo su Die Zeit, in cui scrisse polemicamente che la Berlinale non era «adatta ai film tedeschi» e che «i cineasti tedeschi, con il loro ostinato spirito di resistenza e la loro eterna tendenza a recitare la parte offesa... non erano esenti da colpe per questa spiacevole situazione». Schober basò le sue argomentazioni sulla stroncatura avvenuta nel 1983 di Lucida follia di Margarethe von Trotta, che quest'anno aveva portato la regista a presentare Rosa L. al Festival di Cannes. Moritz de Hadeln trovò normale che dopo aver partecipato a Berlino e Venezia la regista volesse portare il suo film a Cannes e affermò che i film di Hauff e di Achternbusch erano in ogni caso «film tedeschi contemporanei di grande significato, capaci di far riflettere in profondità».
Tutte le polemiche furono dimenticate quando il 14 febbraio 1986 la Berlinale si aprì con Ginger e Fred, il nuovo film di Federico Fellini che con Marcello Mastroianni e Giulietta Masina fu accolto trionfalmente. Il concorso di quest'anno fu particolarmente eterogeneo, con film quali Gilsoddeum del sudcoreano Im Kwon-taek, Caravaggio di Derek Jarman, Anne Trister di Léa Pool e La messa è finita di Nanni Moretti, al quale la presidente di giuria Gina Lollobrigida avrebbe voluto assegnare l'Orso d'oro andato invece a Stammheim.
Mostrato in anteprima ad Amburgo, dove la proiezione era stata interrotta a causa dei disordini e dell'aggressione dell'ex portavoce del governo Klaus Bölling, il film di Hauff era già stato distribuito in altre città della Germania Ovest e la presenza a Berlino fu resa possibile da una modifica delle linee guida secondo quelle adottate a Cannes per i film francesi: adesso i film tedeschi in concorso potevano essere già stati proiettati nella Repubblica Federale, tranne che in altri festival. La proiezione avvenne il 18 febbraio e fu accompagnata da imponenti misure di sicurezza dopo che minacce anonime avevano messo a rischio i membri della giuria, incluse sei camionette della polizia schierate davanti allo Zoo Palast, agenti presenti ovunque, perquisizioni e biglietti speciali per l'ingresso. Tutto si svolse senza alcun problema e il film fu accolto positivamente, anche se la Frankfurter Allgemeine Zeitung riportò che «l'applauso alla fine del film è stato breve e, nella migliore delle ipotesi, educato e più simile a un silenzio imbarazzante».

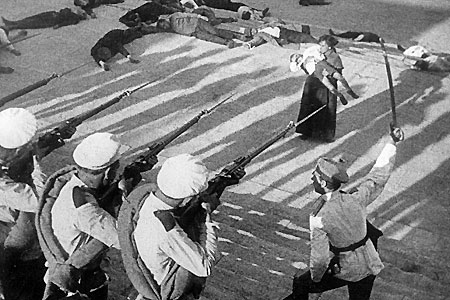
Nel Forum si proietta in anteprima mondiale La corazzata Potëmkin con la sonorizzazione elettronica di Eric Allaman e Reinhard Scheuregger.

L'ultima riunione della giuria, durante la quale Gina Lollobrigida arrivò a minacciare le dimissioni giudicando il film «un resoconto banale, vacuo e privo di fantasia», si concluse con cinque voti a favore del film (Rudi Fehr, Werner Grassmann, Norbert Kückelmann, Françoise Maupin e Jerzy Toeplitz) e cinque contrari (August Coppola, Otar Ioseliani, Naoki Togawa e Rosaura Revueltas, che si andarono ad aggiungere a Gina Lollobrigida). L'astensione di Lindsay Anderson produsse quindi una situazione di stallo, tanto più che i contrari non riuscirono ad accordarsi su un altro film: tre voti (inclusi quelli di Lollobrigida e Ioseliani) andarono al film di Nanni Moretti, mentre A Hora da Estrela di Suzana Amaral e Yari no Gonza di Masahiro Shinoda ricevettero un voto ciascuno. La situazione fu risolta quando Lindsay Anderson decise di schierarsi a favore del film tedesco. Gina Lollobrigida annunciò il vincitore affermando che «la maggioranza della giuria internazionale aveva preso questa decisione dopo una discussione controversa... assolutamente contro il mio parere personale».
Dopo la fine del festival l'attrice rilasciò un'intervista per Der Spiegel in cui attaccò gli altri giurati, affermando che la decisione a favore di Stammheim era stata "prestabilita". Con un atto senza precedenti, il presidente di giuria aveva infranto l'impegno alla segretezza a cui erano tenuti tutti i membri, tanto che de Hadeln dovette liberare dall'impegno anche gli altri membri in modo che potessero difendersi dalle accuse.
La recente storia tedesca venne affrontata anche nel Forum internazionale del giovane cinema, in cui furono proiettati i documentari Partisans of Vilna di Joshua Waletzky sui giovani ebrei che organizzarono la resistenza nel Ghetto di Vilnius, We Were So Beloved di Manfred Kirchheimer sulla comunità ebraica del quartiere newyorkese di Washington Heights, e soprattutto il monumentale Shoah di Claude Lanzmann, uno dei più apprezzati e premiati di questa edizione. Un altro punto focale fu il nuovo cinema argentino e le difficoltà nel ristabilire l'identità nazionale e le tradizioni democratiche dopo anni di regime militare, con film quali La storia ufficiale di Luis Puenzo (vincitore del Premio INTERFILM) e interviste alle Madri di Plaza de Mayo, politici e rappresentanti della chiesa.
Il 1986 vide un cambio nella direzione della sezione dedicata ai più giovani. Gaby Sikorski, passato a lavorare per l'UNICEF, aveva lasciato in eredità ai suoi successori Renate Zylla e Manfred Hobsch una sezione in costante crescita di presenze che quest'anno poté anche contare sulla Kinderjury, unico caso di giuria di un festival composta esclusivamente da bambini, il cui riconoscimento andò ad aggiungersi a quelli assegnati da UNICEF e CIFEJ (Centre International du Film pour l'Enfance et la Jeunesse).
L'Info-Schau, la sezione informativa nata nel 1980 e guidata da Manfred Salzgeber, venne rinominata Panorama a partire da quest'anno e continuò a mantenere la struttura e l'orientamento degli anni precedenti con un programma composto per lo più da film indipendenti e innovativi. Dopo il successo dei programmi sul Mediterraneo e sul Mar Baltico degli anni precedenti, quest'anno fu dedicato spazio al Mar Nero e a film provenienti da Romania, Unione Sovietica, Turchia e Bulgaria. All'interno del programma messo insieme dallo storico del cinema Hans-Joachim Schlegel, il film che attirò maggiori attenzioni fu il georgiano Le montagne blu di Eldar Shengelaia. Anche in questa sezione trovò spazio il cinema latinoamericano, con esempi quali Los motivos de Luz del messicano Felipe Cazals, racconto di una tragedia nei bassifondi di Città del Messico, e la coproduzione cubano-colombiana Tiempo de morir di Jorge Alí Triana, un film sullo stile di un film di cowboy con machismo latinoamericano.
Terminato il festival rimase la questione del rinnovo del contratto di Moritz de Hadeln e Ulrich Gregor: come già avvenuto nel 1983, la conferma di quest'ultimo alla guida del Forum non fu messa in discussione mentre quella di de Hadeln non fu altrettanto scontata. Ancora una volta si trattò di una questione politica, legata soprattutto alle forti obiezioni da parte della SPIO, l'organizzazione dell'industria cinematografica tedesca, al suo sostegno ai film di Reinhard Hauff e Herbert Achternbusch, oltre che a Günter Wallraff - Ganz unten di Jörg Gfrörer. La SPIO propose la candidatura di Eberhard Hauff, direttore del Festival del cinema di Monaco, ma stavolta de Hadeln poté contare sul sostegno della Berliner Arbeitskreis Film, del dipartimento per film e media dell'Akademie der Künste e del gruppo di lavoro dei nuovi produttori cinematografici tedeschi. Alla fine i contratti di Gregor e de Hadeln furono entrambi rinnovati per altri cinque anni.

## Giurie

### Giuria internazionale
- Gina Lollobrigida, attrice (Italia) - Presidente di giuria[23]
- Rudi Fehr, montatore (Stati Uniti)
- Lindsay Anderson, regista (Regno Unito)
- August Coppola, accademico (Stati Uniti)
- Werner Grassmann, produttore, regista e sceneggiatore (Germania Ovest)
- Otar Ioseliani, regista e sceneggiatore (Unione Sovietica)
- Norbert Kückelmann, regista e sceneggiatore (Germania Ovest)
- Françoise Maupin, giornalista e critica cinematografica (Francia)
- Rosaura Revueltas, attrice (Messico)
- Jerzy Toeplitz, scrittore e co-fondatore della Polska Szkoła Filmowa (Polonia)
- Naoki Togawa, critico cinematografico (Giappone)

### Kinderjury
Il premio riservato alla sezione "Kinderfilmfest" è stato assegnato da una giuria composta da membri di età compresa tra 11 e 14 anni, selezionati dalla direzione del festival attraverso questionari inviati l'anno precedente.

## Selezione ufficiale

### In concorso
- A distanza ravvicinata (At Close Range), regia di James Foley (Stati Uniti)
- Akhalgazrda kompozitoris mogzauroba, regia di Giorgi Shengelaia (Unione Sovietica)
- Älska mej, regia di Kay Pollak (Svezia)
- Anne Trister, regia di Léa Pool (Canada)
- A Parigi con amore (Rouge Baiser), regia di Véra Belmont (Francia, Germania Ovest)
- L'aube, regia di Miklós Jancsó (Francia, Israele)
- Auguszta etet, regia di Csaba Varga (Ungheria)
- Cao rén, regia di Hu Jinqing (Cina)
- Caravaggio, regia di Derek Jarman (Regno Unito)
- Un complicato intrigo di donne, vicoli e delitti, regia di Lina Wertmüller (Italia)
- Dagen bräcks, regia di Stig Bergqvist, Martti Ekstrand, Jonas Odell e Lars Ohlson (Svezia)
- Eclipse, regia di Michel Félix de Vidas (Francia)
- Elephantrio, regia di Paul Driessen, Graeme Ross e John Weldon (Canada)
- Elsö kétszáz évem, regia di Gyula Maár (Ungheria)
- Ende, regia di Manfred Breuersbrock, Wolfgang Dresler e Dieter Fietzke (Germania Ovest)
- Flucht in den Norden, regia di Ingemo Engström (Germania Ovest, Finlandia)
- Ein friedlicher Tag, regia di Sieglinde Hamacher (Germania Est)
- Gilsoddeum, regia di Im Kwon-taek (Corea del Sud)
- Das Haus am Fluß, regia di Roland Gräf (Germania Est)
- Heidenlöcher, regia di Wolfram Paulus (Austria, Germania Ovest)
- Hiuch HaGdi, regia di Shimon Dotan (Israele)
- A hora da estrela, regia di Suzana Amaral (Brasile)
- Interno berlinese (The Berlin Affair), regia di Liliana Cavani (Italia, Germania Ovest)
- Krpelj, regia di Petar Lalovic (Jugoslavia)
- Loveč, regia di Igor Sevcik (Cecoslovacchia)
- Mania, regia di Giorgos Panousopoulos (Grecia)
- Meine Socken, regia di Martin Gressmann (Germania Ovest)
- La messa è finita, regia di Nanni Moretti (Italia)
- Das Mißverständnis, regia di Carlo Rola (Germania Ovest, Portogallo)
- Mon beau-frère a tué ma sœur, regia di Jacques Rouffio (Francia)
- Nifrapo, regia di Ricardo Bravo (Brasile)
- Parachute, regia di Sabine Eckhard (Germania Ovest)
- Pas în doi, regia di Dan Pița (Romania)
- Skapa moya, skapi moy, regia di Eduard Sachariev (Ungheria, Bulgaria)
- Spiegeleiland, regia di Paul Driessen (Paesi Bassi)
- Stammheim - Il caso Baader-Meinhof (Stammheim - Die Baader-Meinhof-Gruppe vor Gericht), regia di Reinhard Hauff (Germania Ovest)
- Stati di alterazione progressiva (Trouble in Mind), regia di Alan Rudolph (Stati Uniti)
- Teo el pelirrojo, regia di Paco Lucio (Spagna)
- Tom Goes to the Bar, regia di Dean Parisot (Stati Uniti)
- Tou kolymviti, regia di Nasos Myrmiridis e Stratos Stasinos (Grecia)
- Yari no Gonza, regia di Masahiro Shinoda (Giappone)

### Fuori concorso
- Ginger e Fred, regia di Federico Fellini (Italia, Francia, Germania Ovest)
- Heilt Hitler!, regia di Herbert Achternbusch (Germania Ovest)
- La mia Africa (Out of Africa), regia di Sydney Pollack (Stati Uniti, Regno Unito)
- L'Unique, regia di Jérôme Diamant-Berger (Francia)
- Il viaggio di Natty Gann (The Journey of Natty Gann), regia di Jeremy Kagan (Stati Uniti)
- Vivere e morire a Los Angeles (To Live and Die in L.A.), regia di William Friedkin (Stati Uniti)
- Il volto di Karin (Karins ansikte), regia di Ingmar Bergman (Svezia)

### Proiezioni speciali
- Le Brasier ardent, regia di Ivan Mozžuchin (Francia)
- Pane, amore e fantasia, regia di Luigi Comencini (Italia)
- Riccardo III (Richard III), regia di Raúl Ruiz (Francia, Svizzera)

### Panorama

#### Panorama sul Mar Nero
- Concurs, regia di Dan Pița (Romania)
- Den gneva, regia di Sulambek Mamilov (Unione Sovietica)
- Dreptate în lanturi, regia di Dan Pița (Romania)
- Glissando, regia di Mircea Daneliuc (Romania)
- Kak molody my byli, regia di Mikhail Belikov (Unione Sovietica)
- Le montagne blu (Tsisperi mtebi anu daujerebeli ambavi), regia di Eldar Šengelaja (Unione Sovietica)
- Morire ferito dalla voglia di vivere (Sã mori rãnit din dragoste de viatã), regia di Mircea Veroiu (Romania)
- Ölmez Agaci, regia di Yusuf Kurçenli (Turchia)
- Romantichna istoriya, regia di Milen Nikolov (Bulgaria)
- Skala ot moreto, regia di Lilyana Batuleva (Bulgaria)
- Zabravete tozi sluchay, regia di Krasimir Spassov (Bulgaria)

#### Altri film
- To aroma tis violettas, regia di Maria Gavala (Grecia)
- Die Basis des Make-Up, regia di Heinz Emigholz (Germania Ovest)
- Bent Time, regia di Barbara Hammer (Stati Uniti)
- Bett, regia di Susanne Praglowski (Austria)
- Brennende blomster, regia di Eva Dahr e Eva Isaksen (Norvegia)
- Chain Letters, regia di Mark Rappaport (Stati Uniti)
- Una donna per tutti (Rosa la rose, fille publique), regia di Paul Vecchiali (Francia)
- Double Strength, regia di Barbara Hammer (Stati Uniti)
- Dyketactics, regia di Barbara Hammer (Stati Uniti)
- Einstein on the Beach: The Changing Image of Opera, regia di Mark Obenhaus (Stati Uniti)
- Ein Wort für das Andere, regia di Christoph Eichhorn (Germania Ovest)
- En penumbra, regia di José Luis Lozano (Spagna)
- Faits d'hiver, regia di Danielle Giuliani e Daniele Buetti (Svizzera)
- Festival, regia di Hubert Sielecki (Austria)
- Das Gespräch, regia di James Clay (Austria)
- Günter Wallraff - Ganz unten, regia di Jörg Gfrörer (Germania Ovest)
- Hälfte des Lebens, regia di Herrmann Zschoche (Germania Est)
- Hommage, regia di Jean-Marie Téno (Camerun, Francia)
- Honkytonk Man, regia di Clint Eastwood (Stati Uniti)
- Huang shan lai de gu niang, regia di Yu Yanfu e Zhang Yuan (Cina)
- Inughuit - folket vid jordens navel, regia di Staffan Julén e Ylva Julén (Svezia)
- Johannes' hemmelighed, regia di Åke Sandgren (Danimarca)
- Der Junge nebenan, regia di Dieter Schidor (Germania Ovest)
- Kalt in Kolumbien, regia di Dieter Schidor (Germania Ovest)
- Lamb, regia di Colin Gregg (Regno Unito)
- Mala Noche, regia di Gus Van Sant (Stati Uniti)
- Manhattan Quartet, regia di Franklin Backus e Richard Protovin (Stati Uniti)
- Manuel y Clemente, regia di Javier Palmero (Spagna)
- The Man Who Envied Women, regia di Yvonne Rainer (Stati Uniti)
- Maurice Sendak & All His Wild Things, regia di Herbert Danska (Stati Uniti)
- Meyou, regia di Roland Schütz (Austria)
- La mia vita a quattro zampe (Mitt liv som hund), regia di Lasse Hallström (Svezia)
- Mötet med Flory, regia di Christina Olofson (Svezia)
- Los motivos de Luz, regia di Felipe Cazals (Messico)
- Müllers Büro, regia di Niki List e Hans Selikovsky (Austria)
- My Father's Hands, regia di Andy Anderson (Stati Uniti)
- Nachaufnahme: Inge Egger, regia di Hans Sachs e Hedda Rinneberg (Germania Ovest)
- Nachtmeerfahrt, regia di Kitty Kino (Austria)
- Novemberkatzen, regia di Sigrun Koeppe (Germania Ovest)
- Optic Nerve, regia di Barbara Hammer (Stati Uniti)
- L'ora stregona (La hora bruja), regia di Jaime de Armiñán (Spagna)
- Oswald Wiener - Tischbemerkungen November 1985, regia di Valie Export (Austria)
- Paul Chevrolet en de ultieme hallucinatie, regia di Pim de la Parra (Paesi Bassi)
- Permeke, regia di Patrick Conrad e Henri Storck (Belgio)
- Le poème, regia di Bogdan Borrowski (Francia)
- Poljubi mehka me radirka, regia di Zvonko Coh (Jugoslavia)
- Pond and Waterfall, regia di Barbara Hammer (Stati Uniti)
- Pools, regia di Barbara Hammer (Stati Uniti)
- The Real Thing, regia di Peter Schnall (Stati Uniti)
- Ronald Dunck schlägt zurück, regia di Stefan Stratil (Austria)
- Schaustellerlady, regia di Maximiliane Mainka (Germania Ovest)
- Schwarze Schuhe, regia di Hanno Nehring (Germania Ovest)
- Das seltsame Haus, regia di Egon Humer (Austria)
- Ena senario einai i zoi mas, regia di Dinos Mavroeidis (Grecia)
- Skiss till filmen om mig själv, regia di Staffan Lamm (Svezia)
- Sleepsong, regia di Malcom Leigh e Gerald Busby (Stati Uniti)
- Sonic Youth, regia di Michael Wehmeyer (Germania Ovest)
- SSZZTTT, regia di Wilma Kottusch (Germania Ovest)
- Der Staatsbesuch, regia di Bertram von Boxberg (Germania Ovest)
- La Tentation d'Isabelle, regia di Jacques Doillon (Francia, Svizzera)
- Tiempo de morir, regia di Jorge Alí Triana (Colombia, Cuba)
- Tras el cristal, regia di Agustí Villaronga (Spagna)
- Trott, regia di Til e Ruben Dellers (Svizzera)
- Troupers, regia di Glenn Silber e Claudia Vianello (Stati Uniti)
- The Two Rivers, regia di Mark Newman (Francia, Sudafrica)
- Der Untergang der Titania, regia di Mara Mattuschka (Austria)
- Varieté, regia di Nikos Panayotopoulos (Grecia)
- Wings of Death, regia di Nichola Bruce e Michael Coulson (Regno Unito)
- Women I Love, regia di Barbara Hammer (Stati Uniti)
- You Got to Move, regia di Lucy Massie Phenix e Veronica Selver (Stati Uniti)

### Forum internazionale del giovane cinema

#### Programma principale
- 1/2 Mensch, regia di Gakuryū Ishii (Giappone)
- Um Adeus Português, regia di João Botelho (Portogallo)
- Am Rand der Finsternis, regia di Klaus Wyborny (Germania Ovest)
- Appunti per un film sull'India, regia di Pier Paolo Pasolini (Italia)
- The Ballad of Sexual Dependency, regia di Nan Goldin (Stati Uniti)
- Cemil, regia di Jo N. Schäfer (Germania Ovest)
- China. Die Künste - der Alltag. Eine filmische Reisebeschreibung, regia di Ulrike Ottinger (Germania Ovest)
- La corazzata Potëmkin (Bronenosets Potemkin), regia di Sergej M. Ėjzenštejn (Unione Sovietica)
- Damul, regia di Prakash Jha (India)
- Dark Lullabies, regia di Irene Lilienheim Angelico e Abby Jack Neidik (Canada)
- Deim Dar El Naeim - Slum zum Paradies, regia di Cornelia Schlede (Germania Ovest)
- Documentario su Fanny e Alexander (Dokument Fanny och Alexander), regia di Ingmar Bergman (Svezia)
- Downtime, regia di Greg Hanec (Canada)
- Eines Tages, regia di Friederike Pezold (Germania Ovest)
- Elle a passé tant d'heures sous les sunlights, regia di Philippe Garrel (Francia)
- Es liegt an uns, diesen Geist lebendig zu erhalten, regia di Irmgard von zur Mühlen (Germania Ovest)
- Frida, Naturaleza Viva, regia di Paul Leduc (Messico)
- Geschichten aus zwölf und einem Jahr, regia di Manfred Stelzer (Germania Ovest)
- God's Country, regia di Louis Malle (Stati Uniti)
- Goethe in D., regia di Manfred Vosz (Germania Ovest)
- Gnade und Dinge: 11 Stücke auf Film, regia di Klaus Wyborny (Germania Ovest)
- He Stands in the Desert Counting the Seconds of His Life, regia di Jonas Mekas (Stati Uniti)
- Hijos de la guerra fría, regia di Gonzalo Justiniano (Francia, Cile)
- Jesus - Der Film, regia di Michael Brynntrup (Germania Ovest)
- Kayako no tameni, regia di Kōhei Oguri (Giappone)
- Kobieta z prowincji, regia di Andrzej Baranski (Polonia)
- K - Video Csoport, regia di Gábor e Veruschka Bódy (Ungheria)
- Martin Niemöller: Was würde Jesus dazu sagen?, regia di Hannes Karnick e Wolfgang Richter (Germania Ovest)
- Mati Manas, regia di Mani Kaul (India)
- Menu total, regia di Christoph Schlingensief (Germania Ovest)
- Le mura di Sana, regia di Pier Paolo Pasolini (Italia)
- Nem Tudo é Verdade, regia di Rogério Sganzerla (Brasile)
- Oranisches Tor, regia di Lilly Grote (Germania Ovest)
- Der Ort der Zeit, regia di Hans Scheugl (Austria)
- Paradaisu byū, regia di Go Takamine (Giappone)
- Partisans of Vilna, regia di Joshua Waletzky (Stati Uniti)
- Petrina hronia, regia di Pantelis Voulgaris (Grecia)
- Rate It X, regia di Paula De Koenigsberg e Lucy Winer (Stati Uniti)
- Reichsautobahn, regia di Hartmut Bitomsky (Germania Ovest)
- Retouche, regia di Dieter Funk e Beat Lottaz (Germania Ovest)
- Saraba hakobune, regia di Shūji Terayama (Giappone)
- Sherman's March, regia di Ross McElwee (Stati Uniti)
- Shoah, regia di Claude Lanzmann (Francia, Regno Unito)
- So Long Cowboy, regia di Thomas Carlé (Germania Ovest)
- Die Stadt, regia di Heiner Mühlenbrock (Germania Ovest)
- El suizo - un amour en Espagne, regia di Richard Dindo (Svizzera)
- Tekerleme, regia di Merlyn Solakhan (Germania Ovest)
- A Time to Live, a Time to Die (Tóngnián wǎngshì), regia di Hou Hsiao-hsien (Taiwan)
- Verbotene Bilder, regia di Birgit e Wilhelm Hein (Germania Ovest)
- Vita di famiglia (La vie de famille), regia di Jacques Doillon (Francia)
- Vladimir Horowitz: The Last Romantic, regia di Albert e David Maysles (Stati Uniti)
- We Were So Beloved, regia di Manfred Kirchheimer (Stati Uniti, Germania Ovest)
- Wurlitzer oder Die Erfindung der Gegenwart, regia di Antje Starost e Hans H. Grotjahn (Germania Ovest)
- Xiǎochéng zhī chūn, regia di Fei Mu (Cina)
- Die Zeit, die bleibt, regia di Lew Hohmann (Germania Est)
- Lo zoo di Venere (A Zed & Two Noughts), regia di Peter Greenaway (Regno Unito, Paesi Bassi)
- Zum Beispiel Sonja W., regia di Jörg Helbling (Svizzera)
- Zwischenzeit, regia di Niels Bolbrinker, Gerhard Ziegler, Roswitha Ziegler e Jochen Foelster (Germania Ovest)

- In memoria di Gábor Bódy
- Agitátorok, regia di Dezsö Magyar (Ungheria)
- Amerikai anzix, regia di Gábor Bódy (Ungheria)
- Kutya éji dala, regia di Gábor Bódy (Ungheria)
- Nárcisz és Psyché, regia di Gábor Bódy (Ungheria)

-Due film di Werner Schroeter
- De l'Argentine, regia di Werner Schroeter (Francia, Argentina)
- Der Rosenkönig, regia di Werner Schroeter (Germania Ovest, Portogallo, Francia, Paesi Bassi)

- Film di Morgan Fisher
- Cue Rolls, regia di Morgan Fisher (Stati Uniti)
- The Director and His Actor Look at Footage Showing Preparations for an Unmade Film, regia di Morgan Fisher (Stati Uniti)
- Picture and Sound Rushes, regia di Morgan Fisher (Stati Uniti)
- Production Stills, regia di Morgan Fisher (Stati Uniti)
- Projection Instructions, regia di Morgan Fisher (Stati Uniti)
- Standard Gauge, regia di Morgan Fisher (Stati Uniti)

-Film di Dennis O'Rourke
- Couldn't Be Fairer, regia di Dennis O'Rourke (Australia)
- Half Life (Half Life - A Parable For the Nuclear Age), regia di Dennis O'Rourke (Australia)
- Ileksen, regia di Dennis O'Rourke (Papua Nuova Guinea, Australia)
- The Sharkcallers of Kontu, regia di Dennis O'Rourke (Australia)
- Yap: How Did You Know We'd Like TV?, regia di Dennis O'Rourke (Australia)

-Il nuovo cinema argentino
- Asesinato en el senado de la nación, regia di Juan José Jusid (Argentina)
- Camilla - Un amore proibito (Camila), regia di María Luisa Bemberg (Argentina, Spagna)
- Darse cuenta, regia di Alejandro Doria (Argentina)
- Los días de junio, regia di Alberto Fischerman (Argentina)
- El hombre que ganó la razón, regia di Alejandro Agresti (Paesi Bassi, Argentina)
- Hospital Borda... un llamado a la razón, regia di Marcelo Cespedes (Argentina)
- Los insomnes, regia di Carlos Orgambide (Argentina)
- La república perdida II, regia di Miguel Pérez (Argentina)
- El rigor del destino, regia di Gerardo Vallejo (Argentina)
- La storia ufficiale (La historia oficial), regia di Luis Puenzo (Argentina)
- Tangos - L'esilio di Gardel (El exilio de Gardel: Tangos), regia di Fernando E. Solanas (Argentina, Francia)

#### Il cinema in India
- Ajantrik, regia di Ritwik Ghatak (India)
- Amma Ariyan, regia di John Abraham (India)
- La casa e il mondo (Ghare-Baire), regia di Satyajit Ray (India)
- Circle of Gold, regia di Uday Bhattacharya (Regno Unito)
- Dharamtalla ka mela, di registi vari (India)
- Frame Within the Frame, regia di Yash Chaudhary (India)
- India - Matri Bhumi, regia di Roberto Rossellini (Italia, Francia)
- Kya hua is shahar ko?, regia di Deepa Dhanraj (India)
- Mirch Masala, regia di Ketan Mehta (Regno Unito, India)
- Om Dar-B-Dar, regia di Kamal Swaroop (India)
- Oridathu, regia di Govindan Aravindan (India)
- Satyajit Ray, regia di Shyam Benegal (India)
- Susman, regia di Shyam Benegal (India)
- Uppu, regia di V.K. Pavithran (India)

#### Il Nuovo cinema tedesco
- Der Angriff der Gegenwart auf die übrige Zeit, regia di Alexander Kluge (Germania Ovest)
- Der Bulle und das Mädchen, regia di Peter Keglevic (Germania Ovest, Austria)
- Donauwalzer, regia di Xaver Schwarzenberger (Germania Ovest, Austria)
- Edvige Scimitt - Ein Leben zwischen Liebe und Wahnsinn, regia di Matthias Zschokke (Germania Ovest, Svizzera)
- German Dreams, regia di Lienhard Wawrzyn (Germania Ovest)
- L'invincibile (Der Unbesiegbare), regia di Gusztáv Hámos (Germania Ovest)
- Joey, regia di Roland Emmerich (Germania Ovest)
- Killing Cars, regia di Michael Verhoeven (Germania Ovest)
- Die Mitläufer, regia di Erwin Leiser (Germania Ovest)
- Nicht nichts ohne Dich, regia di Pia Frankenberg (Germania Ovest)
- Otto - Der Film, regia di Xaver Schwarzenberger e Otto Waalkes (Germania Ovest)
- Der Schneemann, regia di Peter F. Bringmann (Germania Ovest)
- Será posible el sur: Mercedes Sosa, regia di Stefan Paul (Germania Ovest)
- Uomini (Männer), regia di Doris Dörrie (Germania Ovest)
- Ein Virus kennt keine Moral, regia di Rosa von Praunheim (Germania Ovest)
- Was geschah wirklich zwischen den Bildern?, regia di Werner Nekes (Germania Ovest)
- Die Wolfsbraut, regia di Dagmar Beiersdorf (Germania Ovest)
- Zahn um Zahn, regia di Hajo Gies (Germania Ovest)

#### Video
- Accidents in the Home No. 4 - Untitled, regia di Graham Young (Regno Unito)
- Accidents in the Home No. 8 - Holiday Insurance, regia di Graham Young (Regno Unito)
- Accidents in the Home No. 17 - Gasfires, regia di Graham Young (Regno Unito)
- A.D. Aggiornato definitivo, regia di Marco Poma (Italia)
- Aspekte, regia di Mike Steiner (Germania Ovest)
- Axis. Auf der elektronischen Bühne Europas, regia di Gábor e Veruschka Bódy (Germania Ovest)
- Azimut 6'36, regia di Klaus vom Bruch (Germania Ovest)
- Big Market, regia di Joan Jonas (Ungheria)
- Calling the Shots, regia di Mark Wilcox (Regno Unito)
- Damnation of Faust: Will-O-The-Wisp (A Deceitful Goal), regia di Dara Birnbaum (Stati Uniti)
- Edith Clever liest Joyce, regia di Hans-Jürgen Syberberg (Germania Ovest, Austria)
- El, regia di Hanspeter Ammann (Svizzera)
- Erotic Psyche - Venus to Penis, regia di Aline Mare e Bradley Eros (Stati Uniti)
- Esstasy, regia di Gábor Bódy (Ungheria)
- Figuras de la Pasión, regia di Rafael Corkidi (Messico)
- Fin de carriere, regia di Nicole Vidart e Claude Bouché (Belgio)
- Flying Morning Glory (On Fire), regia di Skip Blumberg (Stati Uniti)
- Get It, regia di Leonie Bodeving (Paesi Bassi)
- Grass or (When the Rain Falls On the Water Does the Fish Get Any Better?), regia di Janice Tanaka (Stati Uniti)
- Die Hamletmaschine, regia di Werner Gerber e Peter Henning (Germania Ovest)
- Handle With Care, regia di Jean-François Guiton (Germania Ovest)
- Headmaster, regia di Gerd Belz (Germania Ovest)
- Heaven Is What I've Done (For My Fellow Beings), regia di Pier Marton (Stati Uniti)
- Here's Proof/Living Color/Spell Suspicious/Fire!, regia di Alan Lande (Stati Uniti)
- Das Herz, regia di Romana Scheffknecht (Austria)
- Intellectual Properties, regia di John Adams (Regno Unito)
- In the Planet of the Eye, regia di Rita Myers (Stati Uniti)
- Die Legionäre, regia di Christoph Dreher e Ellen El Malki (Germania Ovest)
- Let's Have a Love Affair, realizzato dal collettivo Memory of Your Nose (Regno Unito)
- Lost In The Translation, regia di Tony Labat (Stati Uniti)
- Ein Naziprozess, regia di Lea Rosh e Michael Bussee (Germania Ovest)
- Near Futurology, regia di Mész András (Ungheria)

- New England Fishermen Portraits, regia di Joan Logue (Stati Uniti)
- Notorische Reflexe, regia di Hanno Baethe, Hartmut Jahn e Gerd Conradt (Germania Ovest)
- Olivier, regia di René Pulfer (Svizzera)
- El padre mio, regia di Lotty Rosenfeld, Diamela Eltit e Juan Forch (Cile)
- Political Advertisement: 1945-1984, regia di Antoni Muntadas e Marshall Reese (Stati Uniti)
- Por la vida, regia di Rony Goldschmied e Hernán Fliman (Cile)
- Prelude To the Tempest, regia di Doug Hall (Stati Uniti)
- Record, regia di Lóránt Mertz e Gábor Bódy (Ungheria)
- Rock My Religion, regia di Dan Graham (Stati Uniti)
- Sabda, regia di Daniel Reeves (Stati Uniti)
- Say I'm a Jew, regia di Pier Marton (Stati Uniti)
- Sea of Japan, regia di Alan Lande (Stati Uniti)
- Shaman Tv, regia di Lászlo feLugóssy (Ungheria)
- Skin/Roll/Eye, regia di Jac Mote (Stati Uniti)
- Soluble (Bridges, Gaps, Relays), regia di John Timmerman (Stati Uniti)
- Somos +, regista non conosciuto (Cile)
- The Spirit of the Ginie, regia di Mihály Vig e Zoltán Garsi (Ungheria)
- Teleanálisis - El difícil camino de la no-violencia, regia di Fernando Paulsen (Cile)
- Teleanálisis - La protesta de septiembre, regia di Fernando Paulsen (Cile)
- Teleanálisis - Todas las palomas van abriendo surcos, regia di Fernando Paulsen (Cile)
- Telling Motions (Part One), regia di Bill Seaman (Stati Uniti)
- Tête à tête, regia di Stephen Laub (Stati Uniti)
- Thérèsa Plane, regia di Jacques Louis Nyst (Belgio)
- There Used to Be a Tower, regia di Zoltán Garsi (Ungheria)
- Ti Amo, regia di Jochen Gerz (Germania Ovest, Francia)
- Vault, regia di Bruce e Norman Yonemoto (Stati Uniti)
- Vernichtung durch Arbeit, regia di Lea Rosh (Germania Ovest)
- Video Ethnography, regia di Mihály Vig e Zoltán Garsi (Ungheria)
- Videosampler Beursschouwburg, regia di Franck Vranckx (Belgio)
- Vorurteile oder die Not macht erfinderisch, regia di Marcel Odenbach (Germania Ovest)
- Watching Out, regia di Nan Hoover (Paesi Bassi)
- Yo no le tengo miedo a nada, regia di Tatiana Gaviola (Cile)
- Zeittransgraphie, regia di Gábor Bódy (Germania Ovest)

### Kinderfilmfest
- Bokuchan no senjou, regia di Yutaka Osawa (Giappone)
- Boysya, vrag, devyatogo syna, regia di Viktor Chugunov e Viktor Pusurmanov (Unione Sovietica)
- The End of the World Man, regia di Bill Miskelly (Irlanda)
- Gritta von Rattenzuhausbeiuns, regia di Jürgen Brauer (Germania Est)
- Gyerekrablás a Palánk utcában, regia di Sándor Mihályfy (Ungheria)
- Hodja fra Pjort, regia di Brita Wielopolska (Danimarca)
- Janoschs Traumstunde, regia di Jürgen Egenolf, Uwe-Peter Jeske, Theo Kerp e Wolfgang Urchs (Germania Ovest)
- Krtek ve snu, regia di Zdeněk Miler (Cecoslovacchia)
- Küken für Kairo, regia di Arend Agthe (Germania Ovest)
- Ogledalce, regia di Pavao Stalter (Jugoslavia)
- Peeshtite kauboi, regia di Proyko Proykov (Bulgaria)
- Peter senza coda in Americat (Pelle Svanslös i Amerikatt), regia di Jan Gissberg e Stig Lasseby (Svezia)
- Poterjalssja slon, regia di Jewgeni Ostaschenko (Unione Sovietica)
- Punctul, regia di Dinu Petrescu (Romania)
- O rybári, který nikdy nic nechytil, regia di Nina Campulková (Cecoslovacchia)
- I skiahtra, regia di Manousos Manousakis (Grecia)
- Thomas en Senior op het spoor van Brute Berend, regia di Karst van der Meulen (Paesi Bassi)
- Tretí sarkan, regia di Peter Hledík (Cecoslovacchia)
- Tschto u Senjki bylo, regia di Radomir Wassilewski (Unione Sovietica)
- Unternehmen Geigenkasten, regia di Gunter Friedrich (Germania Est)

### Homage
- ...e venne il giorno della vendetta (Behold a Pale Horse), regia di Fred Zinnemann (Stati Uniti)
- Atto di violenza (Act of Violence), regia di Fred Zinnemann (Stati Uniti)
- Benjy, regia di Fred Zinnemann (Stati Uniti)
- Un cappello pieno di pioggia (A Hatful of Rain), regia di Fred Zinnemann (Stati Uniti)
- Cinque giorni una estate (Five Days One Summer), regia di Fred Zinnemann (Stati Uniti)
- Da qui all'eternità (From Here to Eternity), regia di Fred Zinnemann (Stati Uniti)
- Delitto al microscopio (Kid Glove Killer), regia di Fred Zinnemann (Stati Uniti)
- Forbidden Passage, regia di Fred Zinnemann (Stati Uniti)
- Il giorno dello sciacallo (The Day of the Jackal), regia di Fred Zinnemann (Regno Unito, Francia)
- Giulia (Julia), regia di Fred Zinnemann (Stati Uniti)
- Il membro del matrimonio (The Member of the Wedding), regia di Fred Zinnemann (Stati Uniti)
- Mezzogiorno di fuoco (High Noon), regia di Fred Zinnemann (Stati Uniti)
- Il mio corpo ti appartiene (The Men), regia di Fred Zinnemann (Stati Uniti)
- I nomadi (The Sundowners), regia di Fred Zinnemann (Regno Unito, Stati Uniti, Australia)
- Occhi nella notte (Eyes in the Night), regia di Fred Zinnemann (Stati Uniti)
- Odissea tragica (The Search), regia di Fred Zinnemann (Svizzera, Stati Uniti)
- Oklahoma!, regia di Fred Zinnemann (Stati Uniti)
- Redes, regia di Emilio Gómez Muriel e Fred Zinnemann (Messico)
- La settima croce (The Seventh Cross), regia di Fred Zinnemann (Stati Uniti)
- La storia di una monaca (The Nun's Story), regia di Fred Zinnemann (Stati Uniti)
- The Story of Doctor Carver, regia di Fred Zinnemann (Stati Uniti)
- Teresa, regia di Fred Zinnemann (Stati Uniti)
- That Mothers Might Live, regia di Fred Zinnemann (Stati Uniti)
- Un uomo per tutte le stagioni (A Man for All Seasons), regia di Fred Zinnemann (Regno Unito)
- While America Sleeps, regia di Fred Zinnemann (Stati Uniti)

### Retrospettiva
- 24 Stunden aus dem Leben einer Frau, regia di Robert Land (Germania)
- Alexandra, regia di Curt A. Stark (Germania)
- Anna Bolena (Anna Boleyn), regia di Ernst Lubitsch (Germania)
- Der Bettelstudent, regia di Franz Porten (Germania)
- Die blaue Laterne, regia di Rudolf Biebrach (Germania)
- Carola Lamberti - Eine vom Zirkus, regia di Hans Müller (Germania Est)
- Christa Hartungen, regia di Rudolf Biebrach (Germania)
- I commedianti (Komödianten), regia di Georg Wilhelm Pabst (Germania)
- Die Dame, der Teufel und die Probiermamsell, regia di Rudolf Biebrach (Germania)
- Familie Buchholz, regia di Carl Froelich (Germania)
- Funiculi Funicula, regia di Franz Porten (Germania)
- Die große Pause, regia di Carl Froelich (Germania)
- Hann, Hein und Henny, regia di Rudolf Biebrach (Germania)
- Kohlhiesels Töchter, regia di Hans Behrendt (Germania)
- Künstlerliebe, regia di Adolf Gärtner (Germania)
- Lotte, regia di Carl Froelich (Germania)
- Luise, Königin von Preußen, regia di Carl Froelich (Germania)
- Maternità (Mutter und Kind), regia di Carl Froelich (Germania)
- Meißner Porzellan, regia di Franz Porten (Germania)
- Der Müller und sein Kind, regia di Adolf Gärtner (Germania)
- Neigungsehe, regia di Carl Froelich (Germania)
- Der Optimist, regia di E. W. Emo (Germania)
- Rose Bernd, regia di Alfred Halm (Germania)
- La scala di servizio (Hintertreppe), regia di Leopold Jessner e Paul Leni (Germania)
- Lo scandalo di Eva (Skandal um Eva), regia di Georg Wilhelm Pabst (Germania)
- Der Schatten des Meeres, regia di Curt A. Stark (Germania)
- Tragödie eines Streiks, regia di Adolf Gärtner (Germania)
- Um Haaresbreite, regia di Curt A. Stark (Germania)
- La vecchia legge (Das alte Gesetz), regia di Ewald André Dupont (Germania)
- Verkannt, Oskar Messter (Germania)
- Wally (Die Geierwally), regia di Ewald André Dupont (Germania)
- Zuflucht, regia di Carl Froelich (Germania)

## Premi

### Premi della giuria internazionale
- Orso d'oro: Stammheim - Il caso Baader-Meinhof di Reinhard Hauff
- Orso d'argento, gran premio della giuria: La messa è finita di Nanni Moretti
- Menzione d'onore: Pas în doi di Dan Pița
- Orso d'argento per il miglior regista: Giorgi Shengelaia per Akhalgazrda kompozitoris mogzauroba
- Orso d'argento per la migliore attrice: ex aequo
Charlotte Valandrey, per A Parigi con amore di Véra Belmont
Marcélia Cartaxo, per A hora da estrela di Suzana Amaral
- Orso d'argento per il miglior attore: Tuncel Kurtiz, per Hiuch HaGdi di Shimon Dotan
- Orso d'argento per il miglior contributo artistico: Masahiro Shinoda, per la regia di Yari no Gonza
- Orso d'argento per il miglior contributo singolo: Derek Jarman, per la regia e la sceneggiatura di Caravaggio
- Orso d'oro per il miglior cortometraggio: Tom Goes to the Bar di Dean Parisot
- Orso d'argento, premio della giuria (cortometraggi): Auguszta etet di Csaba Varga
- Menzione d'onore (cortometraggi): Ende di Manfred Breuersbrock, Wolfgang Dresler e Dieter Fietzke

### Premi onorari
- Berlinale Kamera: Gina Lollobrigida, Giulietta Masina, Sydney Pollack, Fred Zinnemann

### Premi della Kinderjury
- Kinderjury Prize: The End of the World Man di Bill Miskelly
- Menzione d'onore: Bokuchan no senjou di Yutaka Osawa

### Premi delle giurie indipendenti
- Premio FIPRESCI: Stammheim - Il caso Baader-Meinhof di Reinhard Hauff
Premio FIPRESCI (Forum): ex aequo Kobieta z prowincji di Andrzej Baranski, Shoah di Claude Lanzmann e A Time to Live, a Time to Die di Hou Hsiao-hsien
Menzione speciale: Gábor Bódy
- Premio OCIC: A hora da estrela di Suzana Amaral
Premio OCIC (Forum): Um Adeus Português di João Botelho
Menzione d'onore (Forum): Shoah di Claude Lanzmann
- Premio INTERFILM Otto Dibelius:[24] Un complicato intrigo di donne, vicoli e delitti di Lina Wertmüller
Premio INTERFILM Otto Dibelius (Forum): La storia ufficiale di Luis Puenzo
One World Award INTERFILM (Forum): Hijos de la guerra fría di Gonzalo Justiniano
- Premio CICAE Art Cinema: ex aequo La messa è finita di Nanni Moretti, A hora da estrela di Suzana Amaral e Stati di alterazione progressiva di Alan Rudolph
- Premio CIDALC: Caravaggio di Derek Jarman
- Premio UNICEF: The End of the World Man di Bill Miskelly
Menzione d'onore: Bokuchan no senjou di Yutaka Osawa, Tschto u Senjki bylo di Radomir Wassilewski e Gritta von Rattenzuhausbeiuns di Jürgen Brauer
- Premio CIFEJ: Bokuchan no senjou di Yutaka Osawa
- Peace Film Prize: Half Life di Dennis O'Rourke
- Premio Caligari: Shoah di Claude Lanzmann

### Premi dei lettori
- Premio dei lettori della Berliner Morgenpost: Un complicato intrigo di donne, vicoli e delitti di Lina Wertmüller
- Premio dei lettori di Zitty: Half Life di Dennis O'Rourke